# UFC on ESPN: Covington vs. Buckley
UFC on ESPN: Covington vs. Buckley (conosciuto anche come UFC on ESPN 63) è stato un evento di arti marziali miste tenuto dalla Ultimate Fighting Championship il 14 dicembre 2024 alla Amalie Arena di Tampa, negli Stati Uniti.

## Risultati
|                  | Divisione             |                  |                 |                            | Metodo                                      | Round           | Tempo           | Premio          |
| Card Principale  | Card Principale       | Card Principale  | Card Principale | Card Principale            | Card Principale                             | Card Principale | Card Principale | Card Principale |
| ---------------- | --------------------- | ---------------- | --------------- | -------------------------- | ------------------------------------------- | --------------- | --------------- | --------------- |
|                  | Pesi welter           | Joaquin Buckley  | batte           | Colby Covington            | KO tecnico (stop medico)                    | 3               | 4:42            |                 |
|                  | Pesi piuma            | Cub Swanson      | batte           | Billy Quarantillo          | KO (pugno)                                  | 3               | 1:36            | FOTN            |
|                  | Pesi mosca            | Manel Kape       | batte           | Bruno Gustavo da Silva     | KO tecnico (calcio al corpo e pugni)        | 3               | 1:57            |                 |
|                  | Pesi mediomassimi     | Dustin Jacoby    | batte           | Vitor Petrino              | KO (pugno)                                  | 3               | 3:44            | POTN            |
|                  | Pesi gallo            | Daniel Marcos    | batte           | Adrian Yañez               | Decisione non unanime (28–29, 30–27, 29–28) | 3               | 5:00            |                 |
|                  | Pesi mediomassimi     | Navajo Stirling  | batte           | Tuco Tokkos                | Decisione unanime (30–27, 30–27, 30–27)     | 3               | 5:00            |                 |
| Card Preliminare |                       |                  |                 |                            |                                             |                 |                 |                 |
|                  | Pesi leggeri          | Michael Johnson  | batte           | Ottman Azaitar             | KO (pugno)                                  | 2               | 2:03            | POTN            |
|                  | Pesi leggeri          | Joel Álvarez     | batte           | Drakkar Klose              | KO (ginocchiata saltata e pugni)            | 1               | 2:48            |                 |
|                  | Pesi piuma            | Sean Woodson     | batte           | Fernando Padilla           | KO tecnico (pugni)                          | 1               | 4:58            |                 |
|                  | Pesi piuma            | Felipe Lima      | batte           | Miles Johns                | Decisione unanime (30–27, 30–27, 30–27)     | 3               | 5:00            |                 |
|                  | Pesi mosca femminili  | Miranda Maverick | batte           | Jamey-Lyn Horth            | Decisione unanime (29–28, 29–28, 29–28)     | 3               | 5:00            |                 |
|                  | Pesi gallo            | Davey Grant      | batte           | Ramon Taveras              | Decisione unanime (29–28, 30–27, 30–27)     | 3               | 5:00            |                 |
|                  | Pesi paglia femminili | Piera Rodríguez  | batte           | Josefine Lindgren Knutsson | Decisione unanime (30–27, 30–27, 30–27)     | 3               | 5:00            |                 |

## Premi
I lottatori premiati ricevettero un bonus di 50.000 dollari.
Legenda:
- FOTN: Fight of the Night (vengono premiati entrambi gli atleti per il miglior incontro dell'evento)
- POTN: Performance of the Night (viene premiato il vincitore per la migliore performance dell'evento)